# 岩屋古墳
岩屋古墳（日语：／ Iwayakofun）是位於日本愛知縣小牧市大字岩崎地內的一座圓墳。

## 概要
古墳位於岩崎山東南部份，靠近杲洞寺的竹林內，估計是建於古墳時代末期至飛鳥時代初期（6世紀末至7世紀初期）。2007年8月至12月，由於進行土地規劃而在古墳開展了考古調查，並且移至岩崎山東北面的岩崎山公園重建。

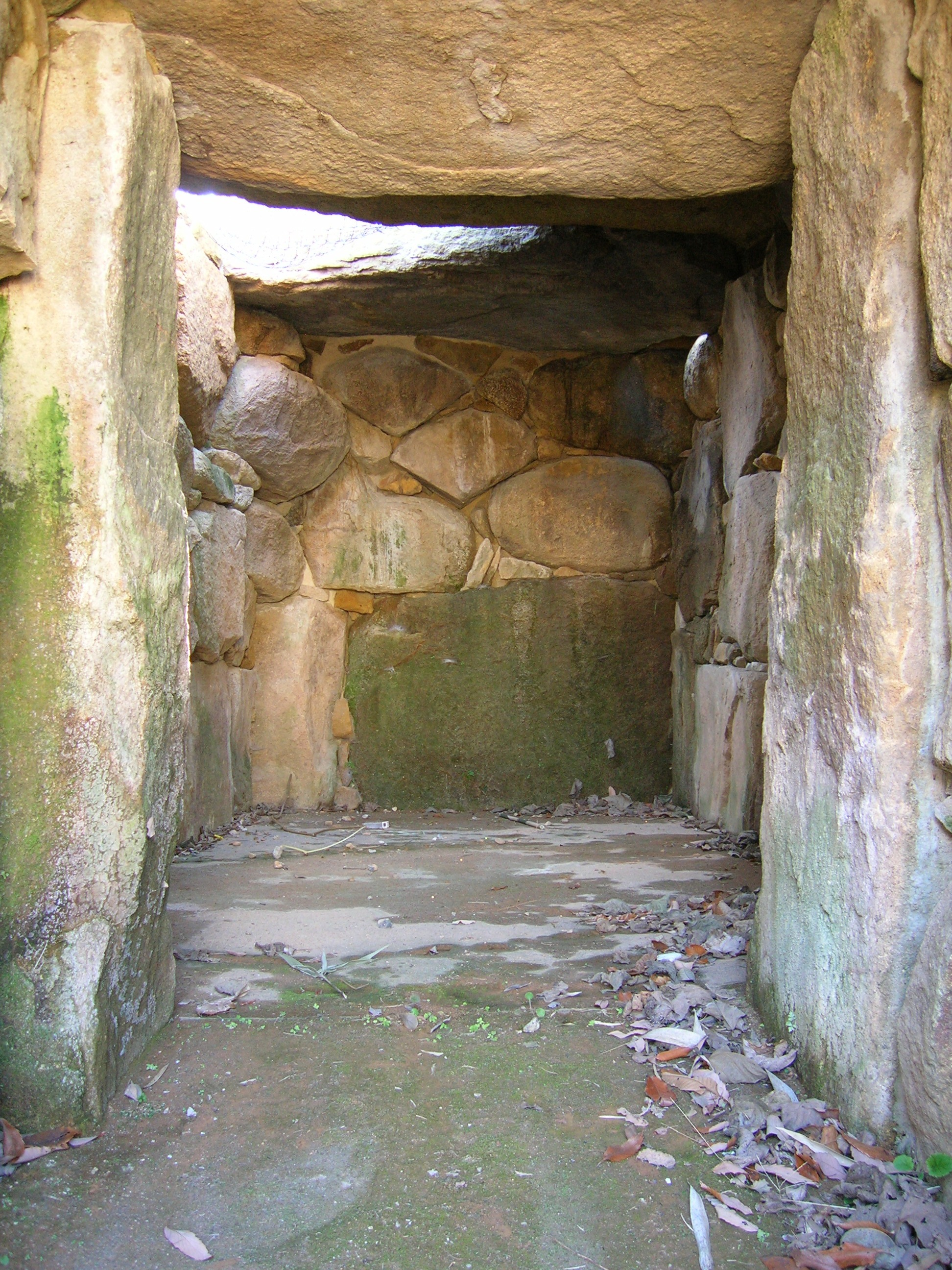
石室內部

古墳發掘時移去了西北面除外的大部分墳土，在墳丘的周圍發現了周壕，其總規模應達20至25米。
當時古墳的南邊和西邊已經被挖掘至羨道露出為止，因此部分剝落，東面則一直挖掘至石室東面露出為止，原因很可能是在江戶時代時為了打通往古墳後方的沙石場的通道而造成的。
石室為疑似兩袖式的橫穴式石室。玄室為胴張型，全長3.8米、闊2至2.2米、高約2.2米。玄門闊1.2米，高1.8米。殘存的羨道長で3.6米，闊1.9米。石材是岩崎山的花崗岩，玄室由這些花崗岩堆砌三、四層而成。基底石採用了約1米長的石材，鏡石則闊約1.5米，如果玄門石部分也視作被埋部分的話則全長兩米，可見大多的石材均是偏大，而且部份石材在建造古墳初期時便已經打磨過。
古墳內部亦出土了家形石棺的棺蓋，但是出土時已經殘留淨一小部分，可能是以前被當作石材而被拿走。棺木估計長約兩米，為礫質凝灰岩所造，可能是從禪師野（現愛知縣犬山市）附近轉移過來。
墳丘下另有竪穴式住居4棟和相關的周壕7處，以及20處小型坑。

## 出土品

### 陪葬品
- 耳環
- 須惠器（日语：須恵器）（長頸壺、高杯和平瓶）

### 其他
- 石器（石鏃、石斧（日语：石斧））
- 條痕文土器（深鉢和壺）
- 彌生土器（日语：弥生土器）（甕、壺和高杯）
- 須惠器（甕和提瓶）
- 灰釉陶器（碗）
- 山茶碗
- 古瀨戶（日语：古瀬戸）（四耳壺）

陪葬品中的須惠器估計是7世紀前半的產物，因此估計古墳建造的時期也相近。另外，由於在古墳的床面部份出土了山茶碗，因此估計在鎌倉時代中期左右（13世紀中前期）時曾經被盜墓。

## 重建古墳

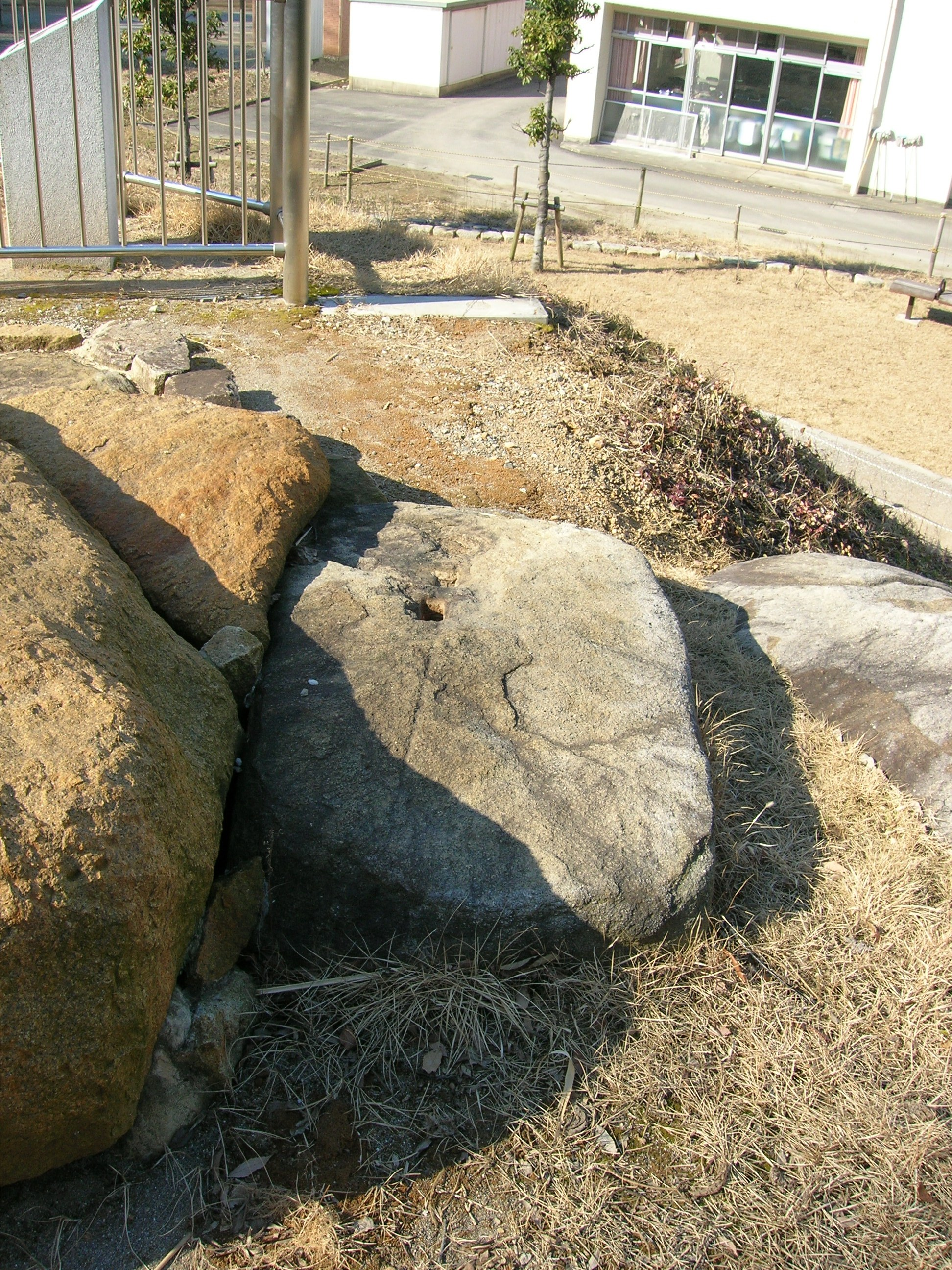
貫穿天井石的矢穴

古墳在考古調查後解體，並且在岩崎山公園重建為直徑30米的圓墳。補充不足的石材的同時，亦重建了被移去大半的墳丘，為了觀察天井石等墳頂部分則刻意未有重建，另外也設置了登上墳丘的梯級。天井石有3處矢穴（將石切開時鑿出來的洞），以其大小和深淺推斷，可能是興建名古屋城的慶長年間時的產物。

## 外部連結
- 大和國古墳墓取調室 愛知県小牧市・豊山町の古墳 （页面存档备份，存于）